# ベン・ハーパー
ベン・ハーパー（Ben Harper、1969年10月28日 - ）は、カリフォルニア州生まれのアメリカ合衆国のミュージシャンである。本名ベンジャミン・チェイス・ハーパー。

## 略歴
アフリカ系アメリカ人およびチェロキー族の血をひく父、ユダヤ系の母との間に生まれた。両親は彼が5歳の時に離婚し、以後は母方に育てられた。
ベン・ハーパーはホームタウンのクレアモントで幼年期からギターを演奏して腕を磨き、スライドギターのプロとなる。デビュー前にハーパーは、ギタリストのトム・フロインドと共にLP（"Pleasure and Pain"）を録音し、限定版LPとして販売した。これがきっかけとなってヴァージン・レコードと契約を結び、1994年にデビュー・アルバム『ウェルカム・トゥ・ザ・クルーエル・ワールド』（welcome to the Cruel World）をリリースした。
1995年にリリースされたセカンドアルバム『ファイト・フォー・ユア・マインド』（Fight For Your Mind）がカレッジ・ラジオで注目を集め、彼の人気が急増する。
1999年にサンタバーバラにある競技場（Santa Barbara Bowl）で当時無名のジャック・ジョンソンと出会う。ハーパーはジョンソンの12個のデモテープを彼のプロデューサー（J.P.Plunier）に聞かせ、ジョンソンのファーストアルバムのリリースに漕ぎ着けた。
ハーパーはアメリカ合衆国よりもヨーロッパ、とりわけフランス、ドイツ、スイスで高く評価されている。本国での知名度とは裏腹に、彼は2003年にフランス版のローリングストーン誌においてアーティスト・オブ・ザ・イヤー賞を受賞した。
2008年夏にリレントレス7を結成。
2009年5月、ベン・ハーパー＆リレントレス7名義で『ホワイト・ライズ・フォー・ダーク・タイムズ』をリリース。7月に2004年以来、5年ぶりとなるフジロックフェスティバルにも同バンド名義で出演している。

### プライベート
最初の妻との間に2子をもうけた。2005年に、5年間交際した女優のローラ・ダーンと結婚。一男一女の父親となった。2013年9月、ダーンとの離婚が成立した。

## ディスコグラフィ
- Pleasure and Pain （1992年）
- ウェルカム・トゥ・ザ・クルーエル・ワールド （日本発売 1998年） - WELCOME TO THE CRUEL WORLD （1994年）
- Fight for Your Mind （1995年）
- ザ・ウィル・トゥ・リヴ （日本発売 2003年） - The Will to Live （1997年）
- バーン・トゥ・シャイン - Burn to Shine （1999年）
- ライヴ・フロム・マーズ - LIVE FROM MARS （2001年）
- ダイアモンズ・オン・ジ・インサイド - Diamonds on the Inside （2003年）
- ゼア・ウィル・ビー・ア・ライト - There Will Be a Light （2004年）
- ライヴ・アット・ジ・アポロ - Live at the Apollo （2005年）
- ボウス・サイズ・オブ・ザ・ガン - Both Sides of the Gun （2006年）
- ライフライン - Lifeline （2007年）
- ホワイト・ライズ・フォー・ダーク・タイムズ - White Lies for Dark Times （2009年）